# علامة هوفر (طب الرئة)
علامة هوفر هي إحدى العلامات الطبية التشخيصية لأمراض الرئة. تُشِير العلامة إلى الحركة الداخلية للقفص الصدري السفلي أثناء الشهيق  - بدلاً إلى الخارج كما الطبيعي - مما يعني ضمناً وجود حجاب حاجز مسطح الشكل ( عكس الطبيعي)؛ ولكنه يعمل، وغالبًا ما ترتبط العلامة بمرض الانسداد الرئوي المزمن. غالبًا ما يؤدي مرض الانسداد الرئوي المزمن، والنفاخ الرئوي بشكل خاص، إلى زيادة مفرطة في حجم الرئتين بسبب انحباس الهواء. نتيجةً لذلك، يُصبح الحجاب الحاجز مسطح الشكل ويتقلص إلى الداخل أثناء الشهيق بدلًا من الهبوط، وبالتالي يسحب الأضلاع السفلية إلى الداخل مع حركته.

## التسمية
سُمّيت هذه العلامة نسبةً إلى الطبيب الأمريكي شارلز فرانكلن هوفر.